# 2017. évi LXXVI. törvény
A 2017. évi LXXVI. törvény a külföldről támogatott szervezetek átláthatóságáról a külföldről támogatott civil szervezetek bizonyos körére vonatkozik. (A sajtóban többnyire a civiltörvény, ritkán a Lex NGO elnevezést használják.)  Az Országgyűlés 2017. június 13-án fogadta el. A törvény szerint minden hatálya alá tartozó egyesület és alapítvány köteles bejelenteni a bíróságon, ha a külföldről kapott tárgyévi támogatások összege eléri 7,2 millió forintot. Az érintett szervezeteknek fel kell tüntetniük a honlapjukon, valamint az általuk kiadott sajtótermékekben és egyéb kiadványokban, hogy „külföldről támogatott szervezetnek” minősülnek. A törvény az érintett szervezetek működését nem korlátozza. A szervezetek az eljárást megbélyegzőnek, vegzálásnak tekintik, míg a törvény alkotói szerint fontos nyilvánossá tenni, ha e szervezetek társadalmi befolyásán keresztül külföldi érdekcsoportok érdekeit, nem pedig közösségi célokat érvényesítenek Magyarország politikai és társadalmi életében.
Célja kimondottan a politikai tevékenységet is folytató külföldről támogatott szervezetek tevékenységének szabályozása. Ez elsősorban a baloldali s modern liberális értékrendet követő, főleg a Soros György alapította Nyílt Társadalom Alapítványok által támogatott szervezeteket célozza.
A törvény alapján külföldről támogatottnak minősülő szervezetek listája elérhető a Civil Információs Portálon.

## Előzményei
Habár Magyarország és az Amerikai Egyesült Államok katonai szövetségesek és erősek a gazdasági és kulturális kapcsolatok is, a magyarországi jobboldalnak és ezzel együtt a 2010 óta kormányon lévő Fidesznek hagyományosan rossz viszonya volt az Egyesült Államokkal, melynek Magyarország-politikájára főleg a baloldalibb, liberálisabb irányvonalat követő, a Demokrata Párthoz közelebb álló politikusok és üzletemberek (köztük a Fidesz által hangsúlyozottan Soros György) voltak hatással. Az amerikaiak főleg a soft power eszközeivel (amerikai kötődésű civil szervezetek, jogvédelem, oktatás, kultúra), ritkábban nem-nyílt konfrontációval (pl. a kitiltási ügy) gyakoroltak nyomást a Fidesz-kormányra és támogatták a magyarországi baloldali-liberális pártokat. A Fidesz emiatt a széttöredezett és anyagi forrásait vesztő ellenzék helyett a vele szemben kritikus és külföldről (főleg Soros György által) támogatott, így a mindenkori magyarországi politikai helyzettől kevéssé függő szervezeteket tekintette fő ellenfelének. Mivel azonban Magyarország és az Egyesült Államok szövetségesek, a Fidesz sokáig csak szavakban támadta ezeket a szervezetek, pl. „álcivilnek” bélyegezve őket.

Miután a Fidesz megnyerte a 2014-es választásokat, Lázár János azzal vádolta meg a Norvég Civil Alapot, hogy LMP-közeli szervezeteket támogat. 2014 áprilisában a NNI emberei lerohanták a szervezetek irodáit és házkutatást tartottak. Májusban Orbán Viktor KEHI-vizsgálatot rendelt el. Végül mindent rendben találtak, az NNI fellépését pedig törvénysértőnek ítélte a bíróság.
Közben a volt szovjet államokben egyre másra vezették be a külföldi finanszírozású szervezeteket korlátozó törvényeket. Ezek szigorukban a magyarországi törvényhez hasonló „listázástól” a működés ellehetetlnetítéséig és a teljes betiltásig terjedtek. Ellenzéki vádak szerint az Orbán-kormány lényegében Oroszország 2012. július 20-án elfogadott külföldi ügynököket listázó törvényét vette alapul.
A 2016-os amerikai elnökválasztáson Orbán Viktor azon kevés külföldi vezető közé tartozott, aki a Republikánus Párt kevésbé esélyesnek tartott jelöltjét, Donald Trumpot támogatta. Trump meglepetésszerű győzelme után a Fidesz elérkezettnek látta az időt a vele szemben ellenségesnek vagy legalábbis kritikusnak ítélt, demokrata párti hátterű magyarországi szervezetek meggyengítésére.
2017. január 11-én  az ATV szerda reggeli műsorában Németh Szilárd, a Fidesz frakcióvezető-helyettese úgy fogalmazott: konkrétan a Társaság a Szabadságjogokért, a Magyar Helsinki Bizottság és a Transparency International azok a szervezetek, amelyeket vissza kell szorítani Magyarországon, mert „mindenféle legimitációs részvétel nélkül akarnak beleszólni a nagypolitikába.”
A törvény megalkotásában szerepet játszott Arthur J. Finkelstein, aki 2008 óta a Fidesz tanácsadója volt. Finkelstein mint Benjámín Netanjáhú izraeli miniszterelnök (aki Orbán Viktor politikai szövetségese) tanácsadója részt vett a hasonló izraeli civiltörvény megalkotásában, melyet 2016. július 11-én, heves viták közepette 57–48 arányban fogadott el a Kneszet. Az izraeli törvény, azt írja elő, hogy akik a támogatásuk több mint 50%-át kapják külföldről, minden nyilvános kommunikációjukba bele kell írni, hogy külföldről támogatják őket. A törvénytervezeten az elfogadása előtt sokat puhított az izraeli Alkotmányjogi Bizottság: csak a 2017. január 1. után érkező adományokat kell figyelembe venni (vagyis nem lett visszamenőleges hatályú a törvény), és az első listát 2018-ban hozták nyilvánosságra; kivették továbbá azt a nagy felháborodást keltő passzust, hogy az érintett szervezetek képviselői a Kneszetbe csak megkülönböztető karszalagot viselve léphetnek be. A törvény által érintett 27 szervezetből 25 az izraeli baloldalhoz köthető emberi jogi szervezet, míg a telepeseket támogató jobboldali szervezeteket kivették a törvény hatálya alól.
A Fidesz vezette kormány állítása szerint „amerikai mintára” alkották meg a civil törvényt, amivel az amerikai FARA (Foreign Agents Registration Act, azaz az idegen ügynökök regisztrációjáról szóló) törvényre utaltak.
Az Európa Tanács mellett működő Velencei Bizottság 2017. június 2-án kifogást emelt a törvénytervezettel szemben. Bár elismerik, hogy a tervezet célja a pénzmosás és a terrorizmus finanszírozása elleni küzdelem, és hogy a „törvényalkotó bölcsen elkerülte az erősen megbélyegző «külföldi ügynök» kifejezést. Azonban a tervezetben használt semleges «külföldről támogatott szervezet» megnevezés – egyes magyar hatóságok külföldről finanszírozott civil szervezetek elleni heves kampányának fényében – káros hatással lehet jogszerű tevékenységükre és felveti a hátrányos megkülönböztetés lehetőségét”. A Velencei Bizottság azt javasolta, hogy háromról egy évre csökkenjen az az időperiódus, melyben az évenkénti külföldi támogatás mértéke nem érheti el a 7,2 millió forintot, illetve hogy a törvény be nem tartása esetére kilátásba helyezett szankciók közül vegyék ki a megszüntetés lehetőségét. A kifogás hatására csekély, a lényeget nem érintő mértékben változtattak a törvényen.
A törvényt 2017. június 13-án szavazta meg az Országgyűlés 130 igen, 44 nem és 24 tartózkodás mellett.
2017. július 13-án az Európai Bizottság (EB) kötelezettségszegési eljárást indított Magyarország ellen a civiltörvény miatt. A Bizottság szerint a törvény EU-s jogba ütközik: sérti az egyesülés szabadságának jogát, korlátozza a tőke szabad áramlását, és sérti a magánélet védelmére és a személyes adatok védelmére vonatkozó jogokat. Erre augusztus 14-én és szeptember 7-én válaszolt a kormány. Mivel az ebben adott magyarázatokat nem találták elegendőnek a komoly aggodalmak eloszlatására, október 4-én második lépésként egy indoklással alátámasztott véleményt küldött az EB Magyarországnak. Erre egy hónapja volt a kormánynak, hogy reagáljon, de sem választ nem küldött, sem a törvényen nem módosított. Ezért december 7-én az EB – harmadik lépésként – továbbította az ügyet az Európai Unió Bíróságának, a kereset 2018. február 8-án érkezett meg a Bíróságra. Az EB oldalán Svédország is beavatkozott a perben.

## A fogalom bevezetésének célja a törvény alkotói szerint
A magyar jogalkotó a 2017. évi LXXVI. törvény preambulumában határozta meg a törvény és ezen belül az új jogi fogalom megalkotásának jogpolitikai céljait. Ezek szerint: 

„Az Országgyűlés
tiszteletben tartva, hogy az egyesülési jog alapján létrejött szervezetek a társadalmi önszerveződés megnyilvánulásai, működésük hozzájárul a demokratikus ellenőrzéshez és a közügyek nyilvános megvitatásához, valamint, hogy e szervezetek meghatározó szerepet töltenek be a közvélemény formálásában,

hangsúlyozva, hogy az egyesületek és az alapítványok társadalmi szerepvállalására tekintettel átláthatóságukhoz kiemelt közérdek fűződik,

felismerve, hogy az egyesülési jog alapján létrejött szervezeteknek ismeretlen külföldi forrásból juttatott támogatások alkalmasak lehetnek arra, hogy külföldi érdekcsoportok e szervezetek társadalmi befolyásán keresztül saját érdekeiket, nem pedig közösségi célokat érvényesíthessenek Magyarország politikai és társadalmi életében, továbbá figyelemmel arra, hogy ez veszélyeztetheti az ország politikai, gazdasági érdekeit, a törvényes intézmények befolyásmentes működését, valamint

hozzájárulva a pénzmosás elleni küzdelem nemzetközi erőfeszítéseihez,

a következő törvényt alkotja:”

## A fogalom meghatározása és a kivételek
„1. § (1) E törvény alkalmazásában külföldről támogatott szervezetnek minősül az az egyesület és alapítvány, amely a (2) bekezdésében meghatározott juttatásban részesül (a továbbiakban e szervezetek együtt: külföldről támogatott szervezet).

(2) E törvény értelmében támogatásnak minősül jogcímétől függetlenül a közvetlenül vagy közvetve külföldről származó mindazon pénzbeli vagy egyéb vagyoni jellegű juttatás, amely egy adóévben egyenként vagy összesítve eléri a pénzmosás és a terrorizmus finanszírozása megelőzéséről és megakadályozásáról szóló 2017. évi LIII. törvény (a továbbiakban: Pmt.) 6. § (1) bekezdés b) pontjában meghatározott összeg kétszeresét.

(3) Nem kell beszámítani a (2) bekezdés szerinti támogatás összegébe mindazt a támogatást, amelyet az egyesület vagy alapítvány külön jogszabály szerint az Európai Uniótól származó forrásként költségvetési szerven keresztül kap.

(4) Nem terjed ki e törvény hatálya:

a) arra az egyesületre és alapítványra, amely nem minősül civil szervezetnek;

b) a sportról szóló 2004. évi I. törvény hatálya alá tartozó egyesületre;

c) a vallási tevékenységet végző szervezetre.

d) a nemzetiségek jogairól szóló 2011. évi CLXXIX. törvény szerinti nemzetiségi szervezetre és nemzetiségi egyesületre, valamint az alapító okirata szerint adott nemzetiség érdekvédelmét, érdekképviseletét, vagy a nemzetiségi kulturális autonómiával közvetlenül összefüggő tevékenységet ellátó alapítványra.

2. § (1) Az 1. § (1) bekezdése szerinti egyesület vagy alapítvány 15 napon belül köteles bejelenteni külföldről támogatott szervezetté válását, amint az általa kapott tárgyévi támogatások összege eléri a Pmt. 6. § (1) bekezdés b) pontjában meghatározott összeg kétszeresét.”

## A törvény hatályon kívül helyezése
2021. áprilisban a kormány, az Európai Unió Bíróságának ítélete után 10 hónappal, megkezdte a törvény hatályon kívül helyezését. Ettől függetlenül több, a független civilek lejáratására és hiteltelenítésére irányuló jogszabály továbbra is érvényben van, működésük továbbra is szándékosan nehezített.